# Corsa camarguenca
Die Corsa camarguenca (provenzalisch/okzitanisch; französisch: Course camarguaise (f)) ist eine Sportart. Bei ihr geht es darum, Trophäen von der Stirn und den Hörnern eines Stieres herunterzuholen, was nach einem Punktesystem bewertet wird. Dabei stehen sich im kritischen Moment jeweils ein raseteur (Stierstreifer) und der cocardier (d. h. ein die cocarde tragender Camargue-Stier) gegenüber. Der Sport zählt zum Immateriellen Kulturerbe Frankreichs. Das riskante Spiel ist im Laufe der Zeit zu einem Berufssport geworden, der zahlreichen Regeln unterliegt.

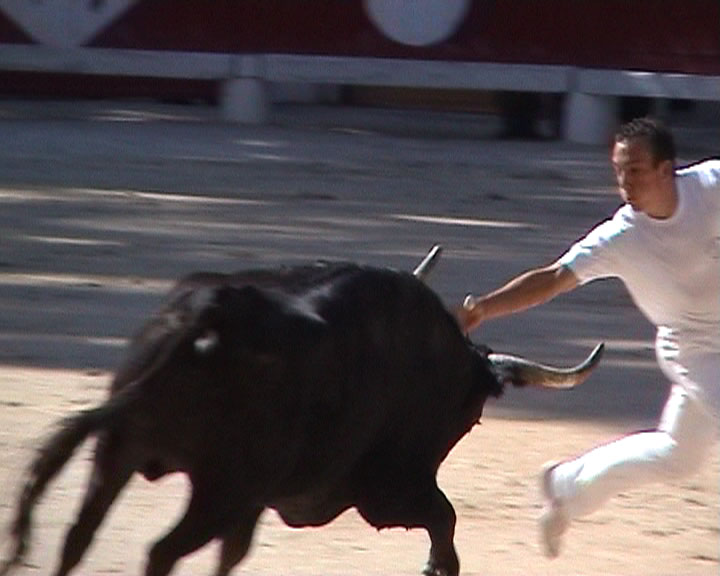
Zwei Akteure in Aktion

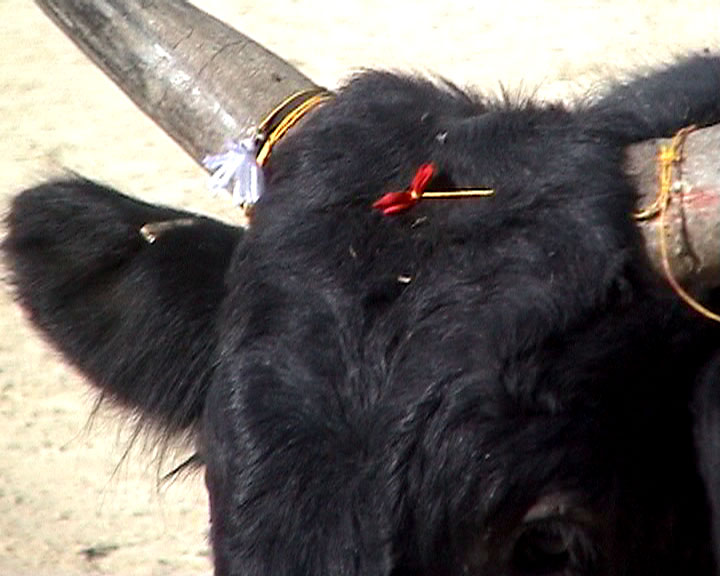
Drei Arten von zu ergatternden Trophäen (attributs): (a) mitten auf der Stirn die cocarde, (b) an den Hörnern eines der weißen glands (Pompons) und (c) ficelles (Schnüre). – Die vierte Trophäe, ein von hinten (de dos) zwischen den Hörnern gespannter Faden (frontal), ist auf dem Foto nicht zu sehen.

Logo des Regionalen Naturparks Camargue (lyraförmige Stierhörner und ein gland (Pompon), eine der an den Hörnern angebrachten Trophäen)

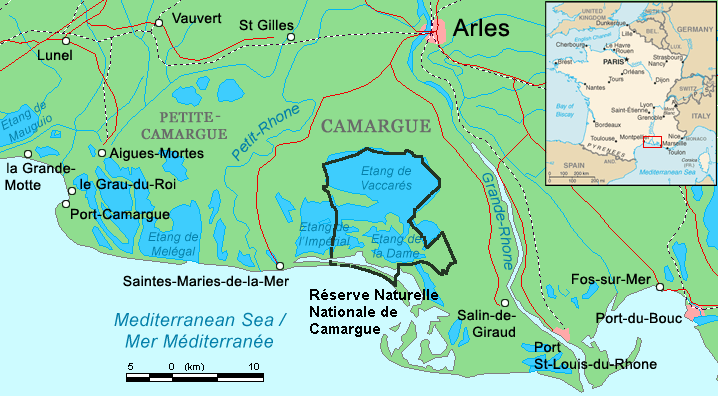
Camargue und Petite Camargue

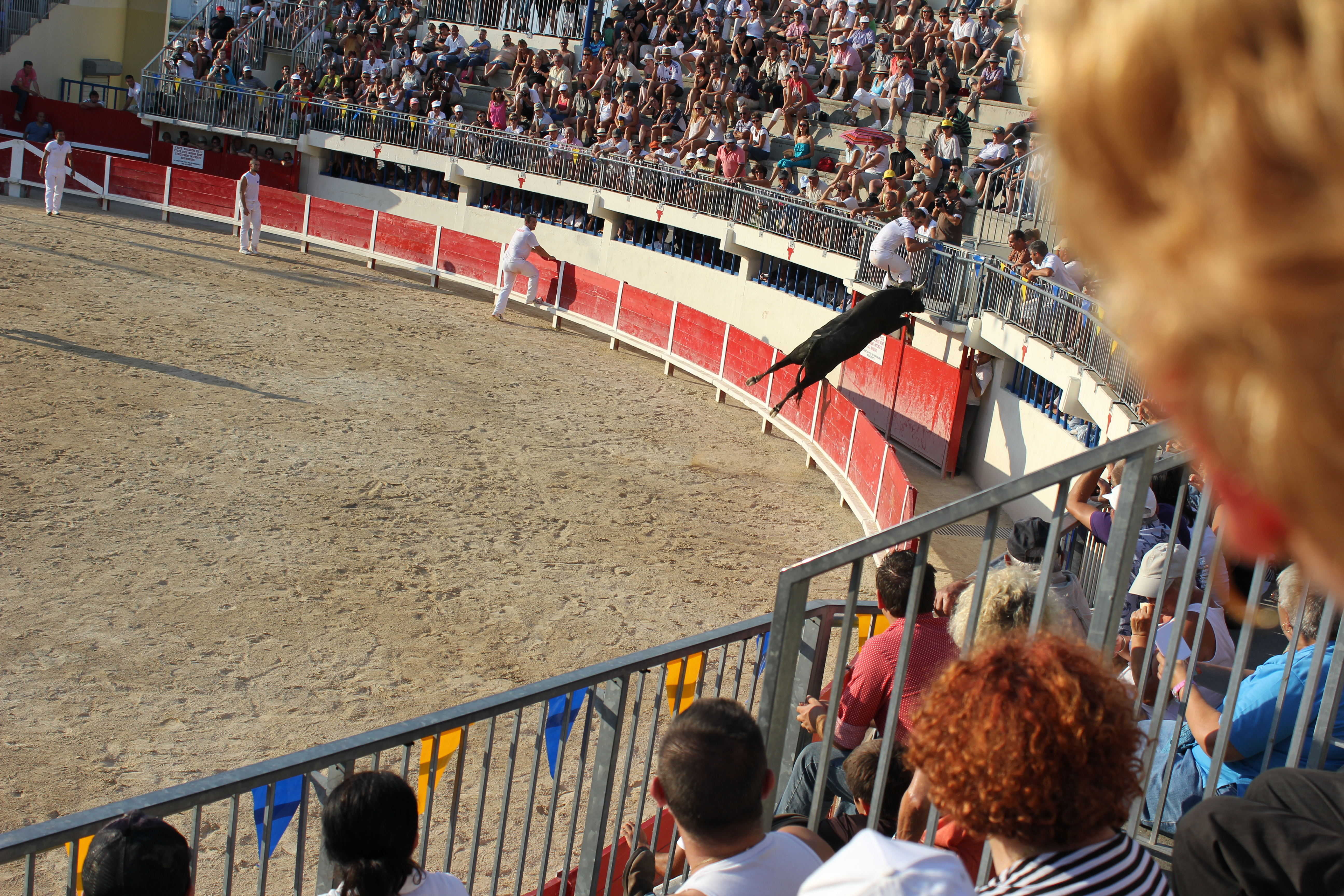
Außergewöhnlich hoch über die Umrandung (barricade) nachspringender Stier

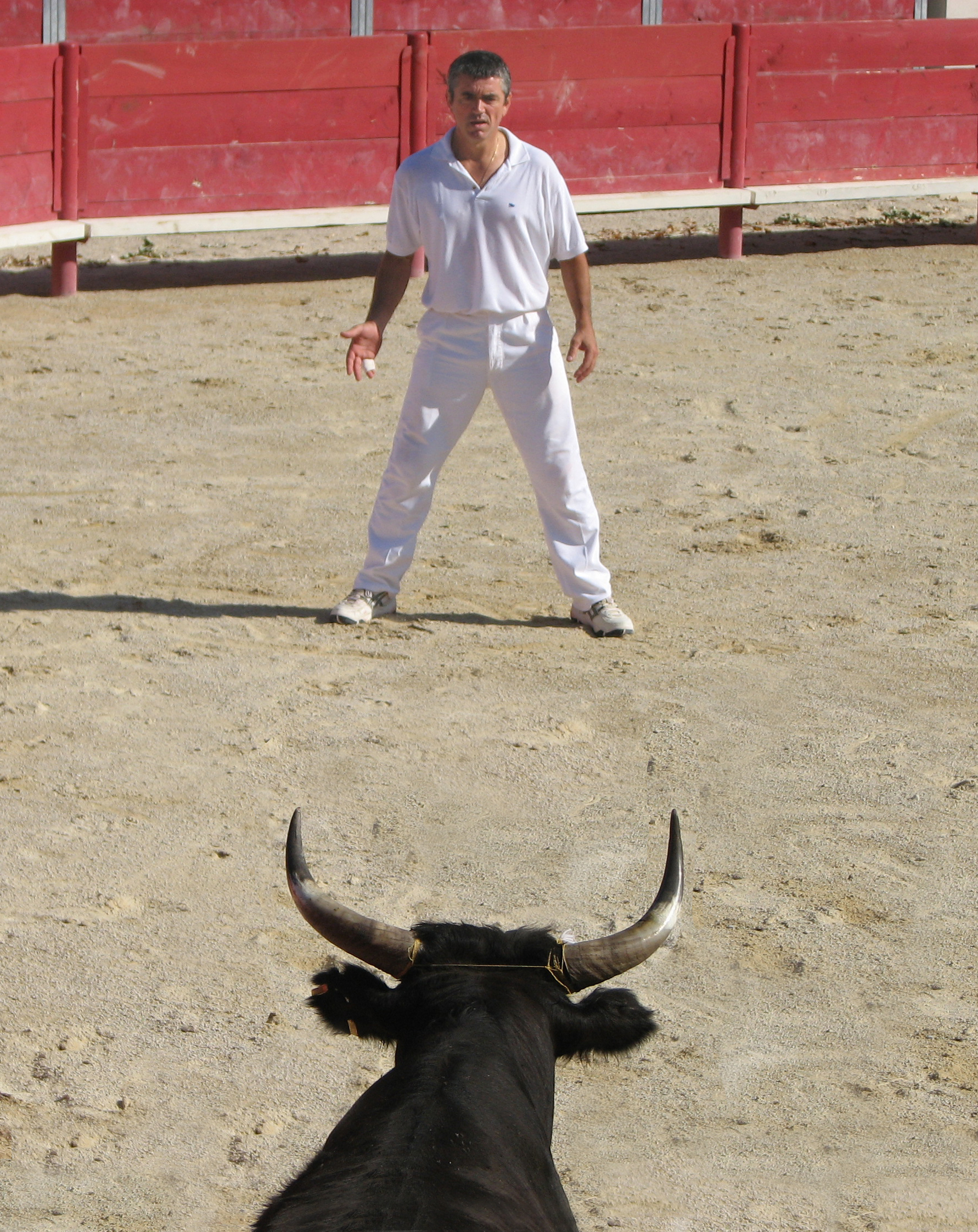
Auge in Auge (Stier und tourneur) – eine Ablenkungsaktion, um dem raseteur eine gute Ausgangsposition für seinen Lauf zum Zweck des raset zu verschaffen (auf der Nackenseite des Stieres zu erkennen der frontal, eine der vier Arten von Trophäen)

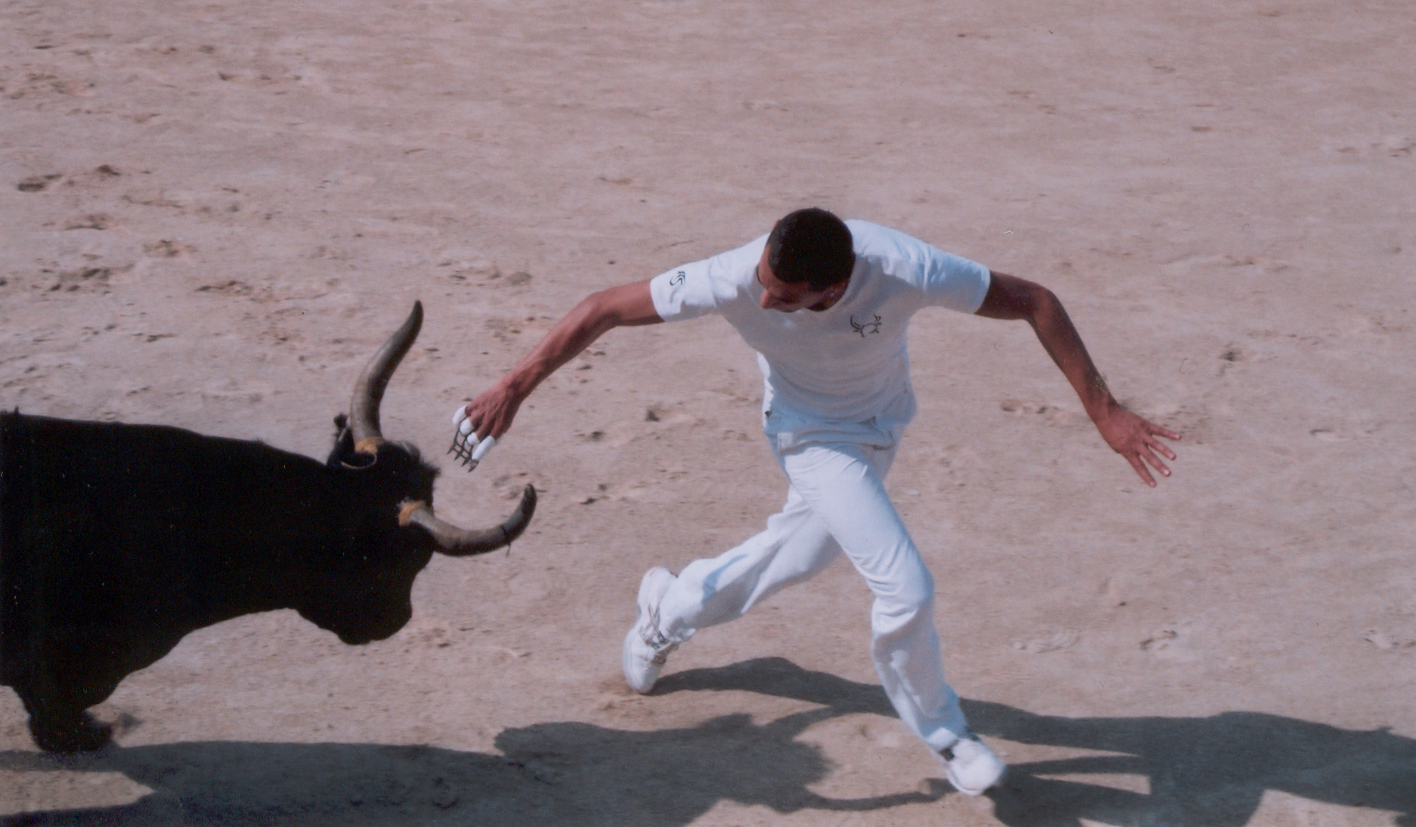
Raseteur, der bei einem raset mit dem crochet ('Haken') versucht, an die Trophäen (attributs) zu gelangen

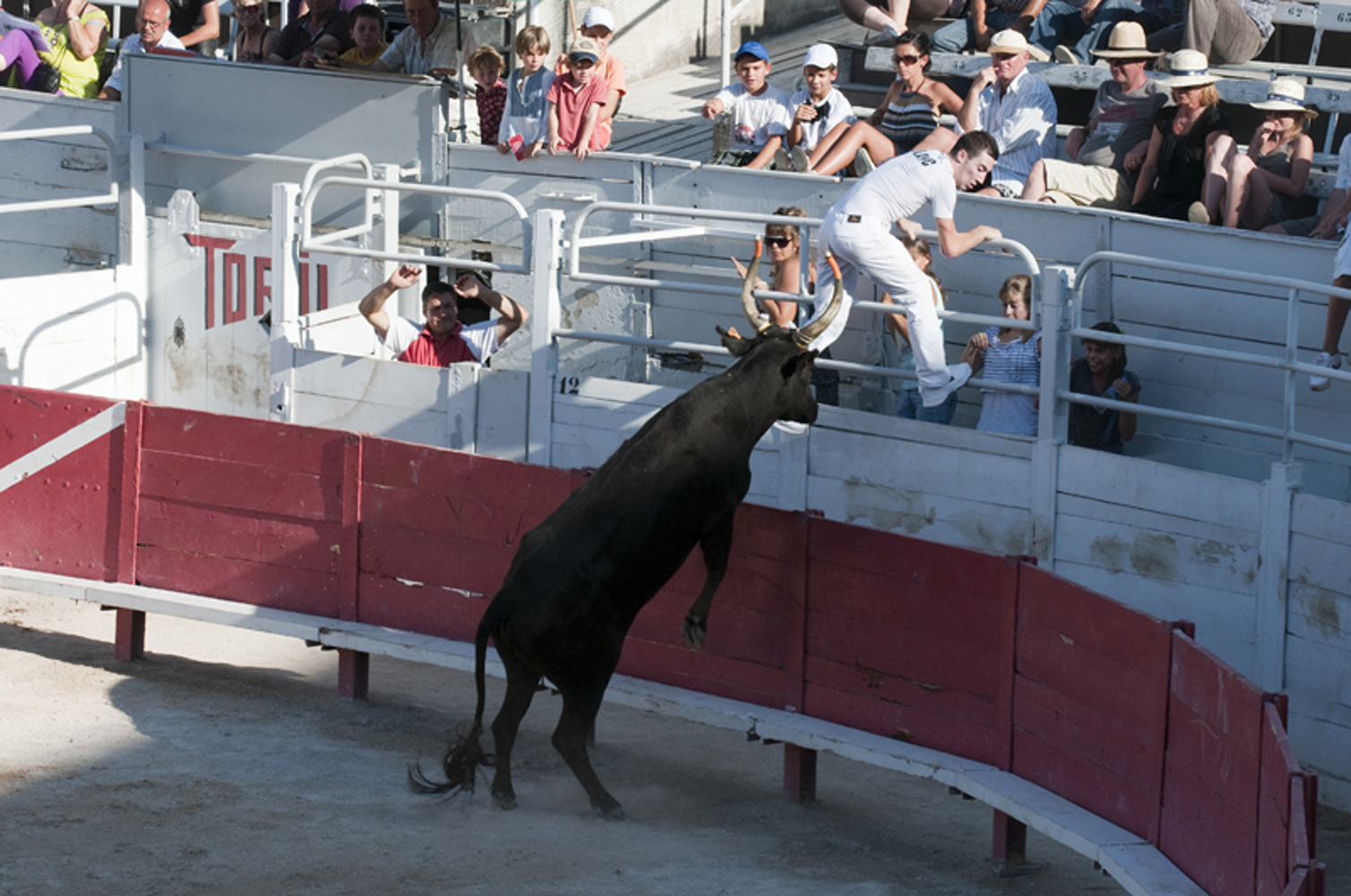
Der Stier schlägt mit der Brust gegen die Bretter (coup de barrière)

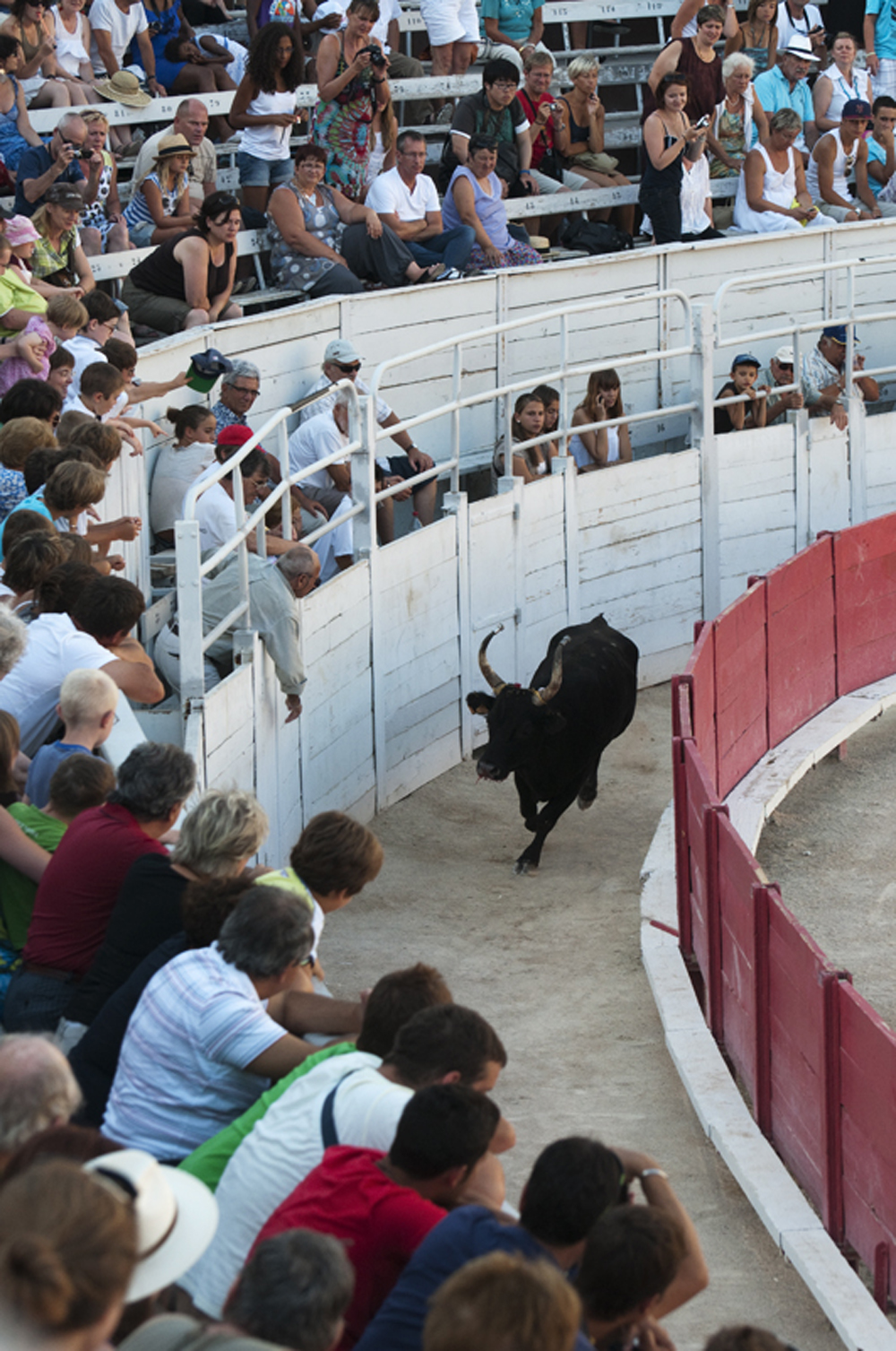
Stier im Umlauf (contrepiste) hinter der Umrandung (barricade)

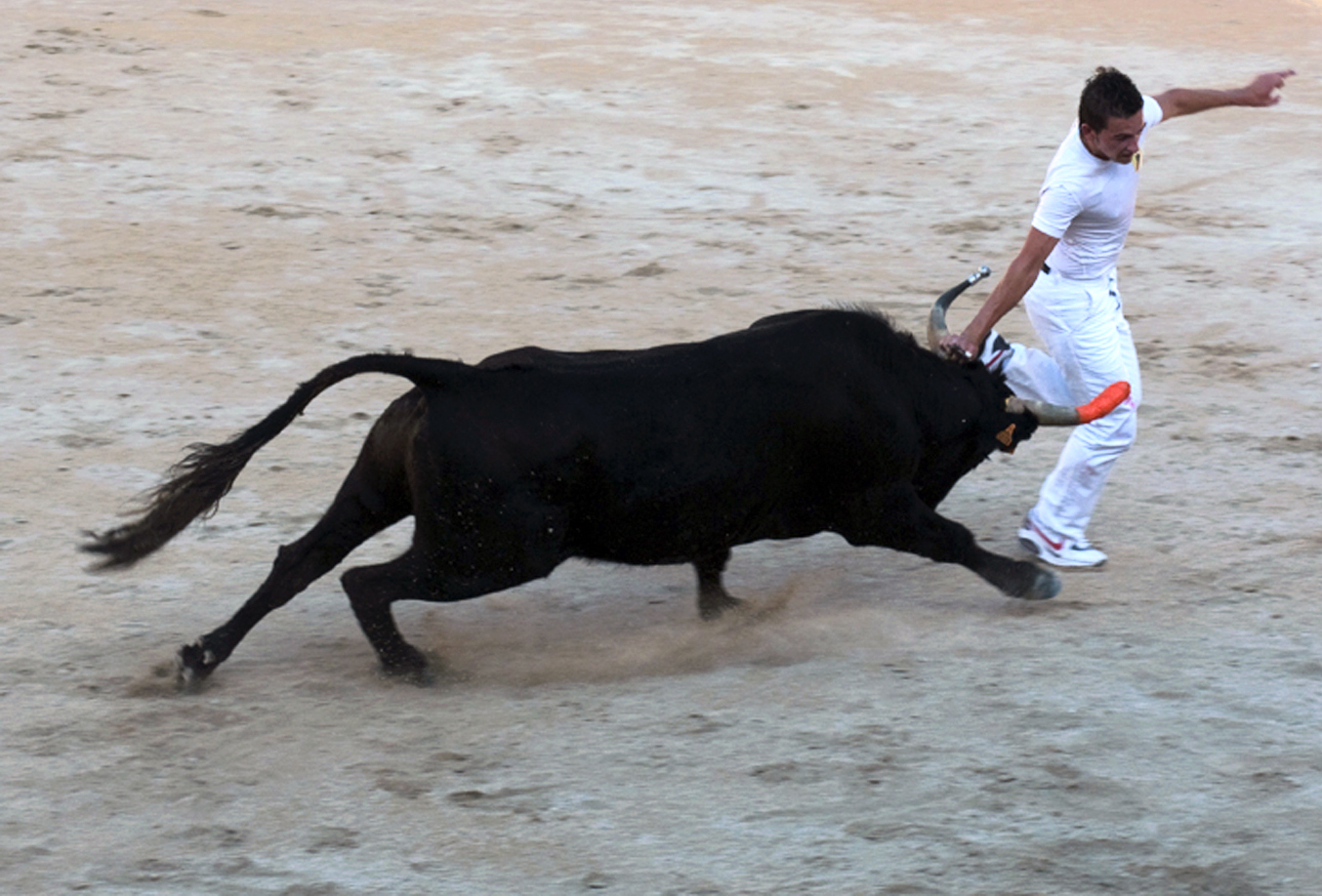
Gelungene Aktion (raset) mit dem Stier dicht an den Fersen.

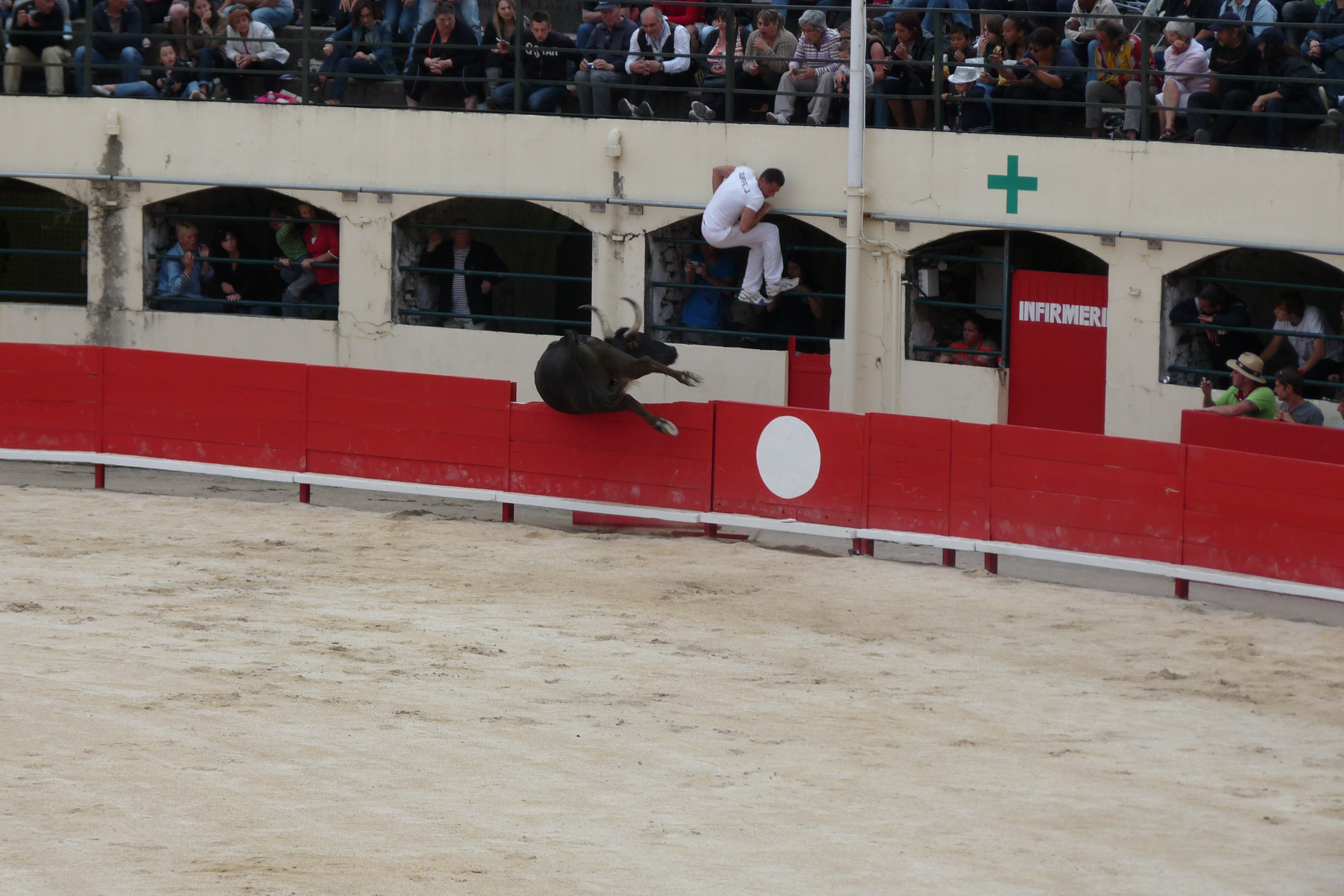
Über die barricade springender Stier (direkt neben der Ersten Hilfe)

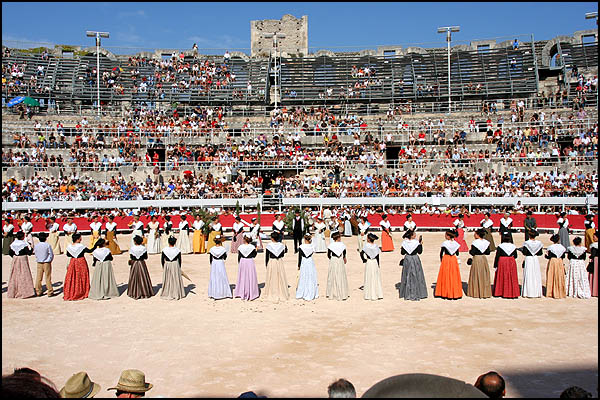
Eröffnungszeremonie der 75. Cocarde d’or (2006) in Arles

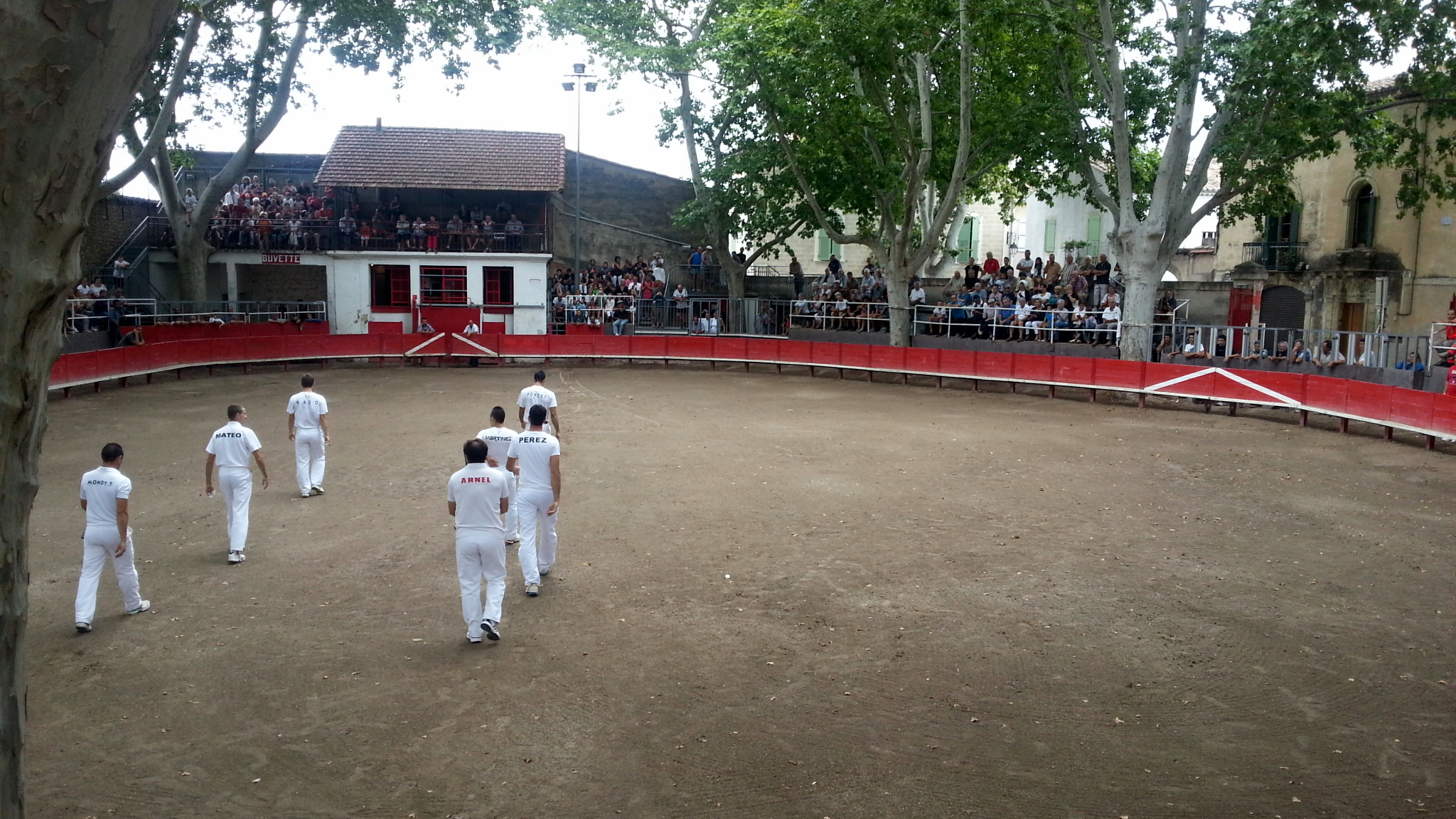
Unterschiedliche rote und schwarze Namenszüge auf dem Rücken der Shirts (womit die unterschiedlichen Funktionen der Akteure eines Stierkampfes gekennzeichnet werden) bei der capelado in dem kleinen Ort Cailar, wo die Stierkampfarenen auf der Liste der Monuments historiques stehen.

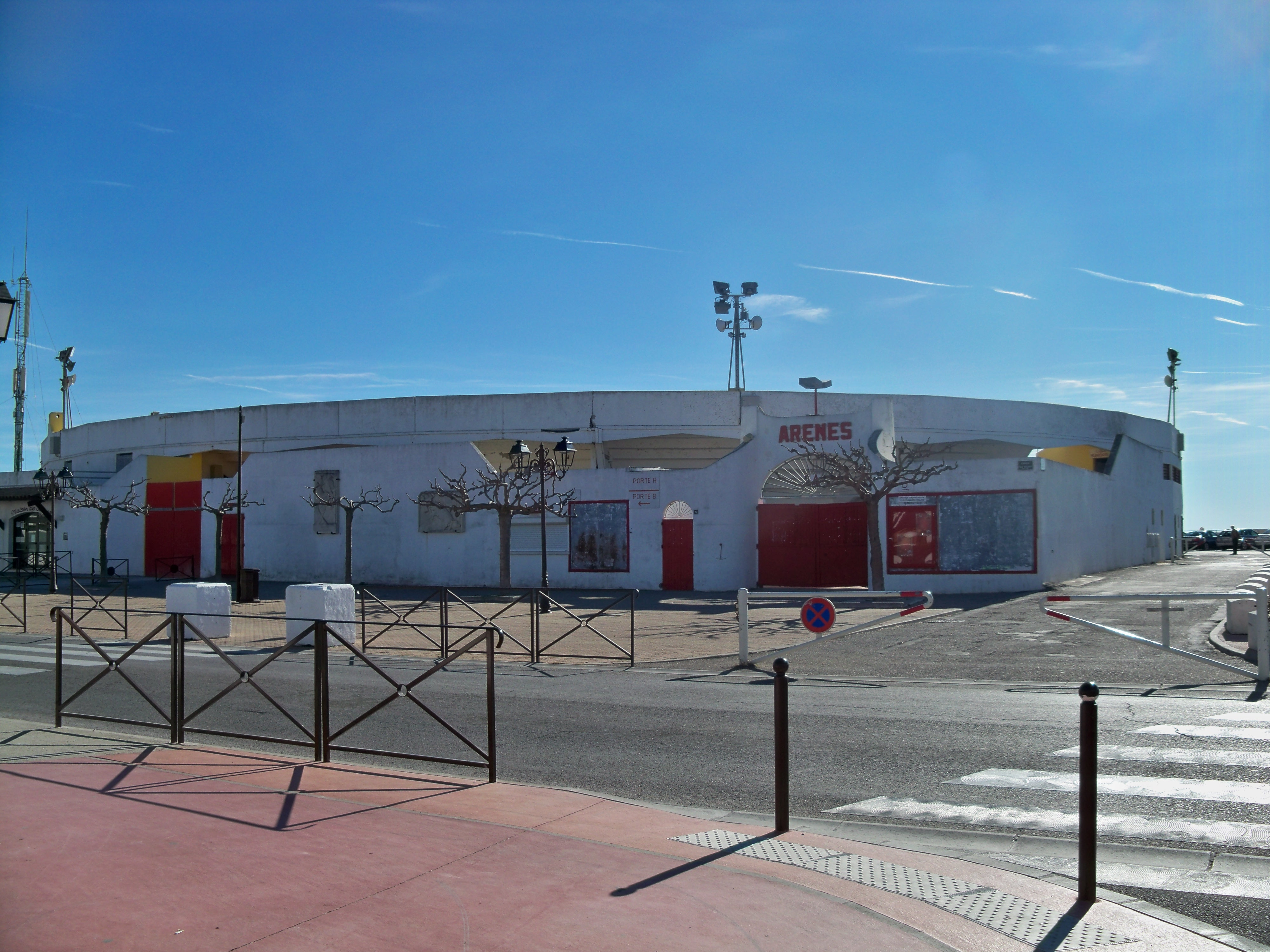
Arena von Saintes-Maries-de-la-Mer vor der sich die Statue des cocardiers Vovo befindet, Manade Aubanel Baroncelli Santenco

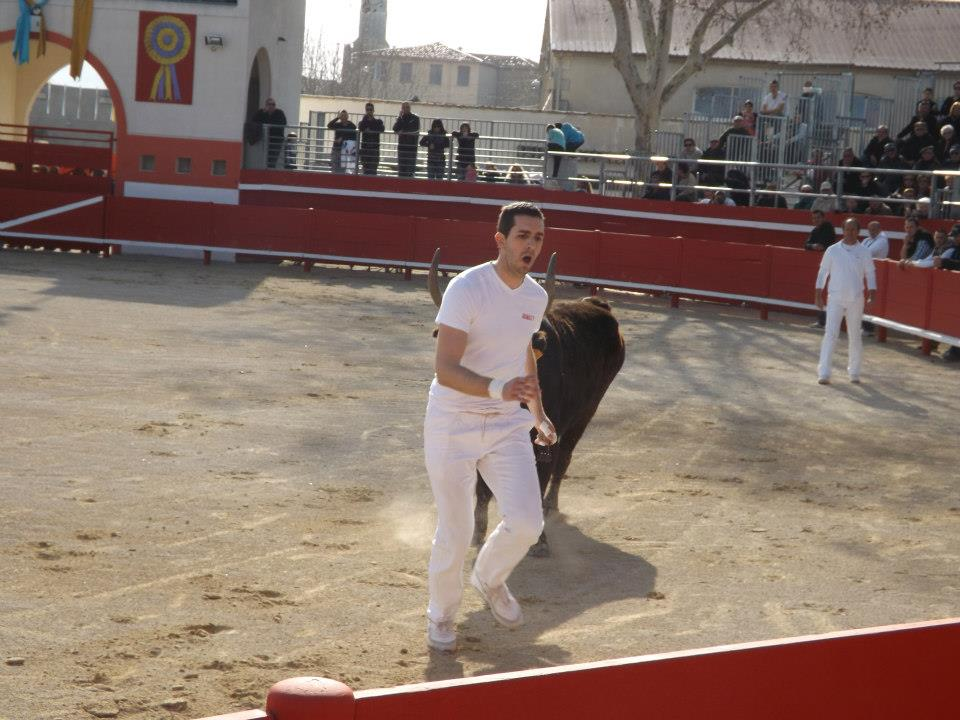
Hadrien Poujol, der Präsident der Fédération française de la course camarguaise (FFCC), auf der Flucht

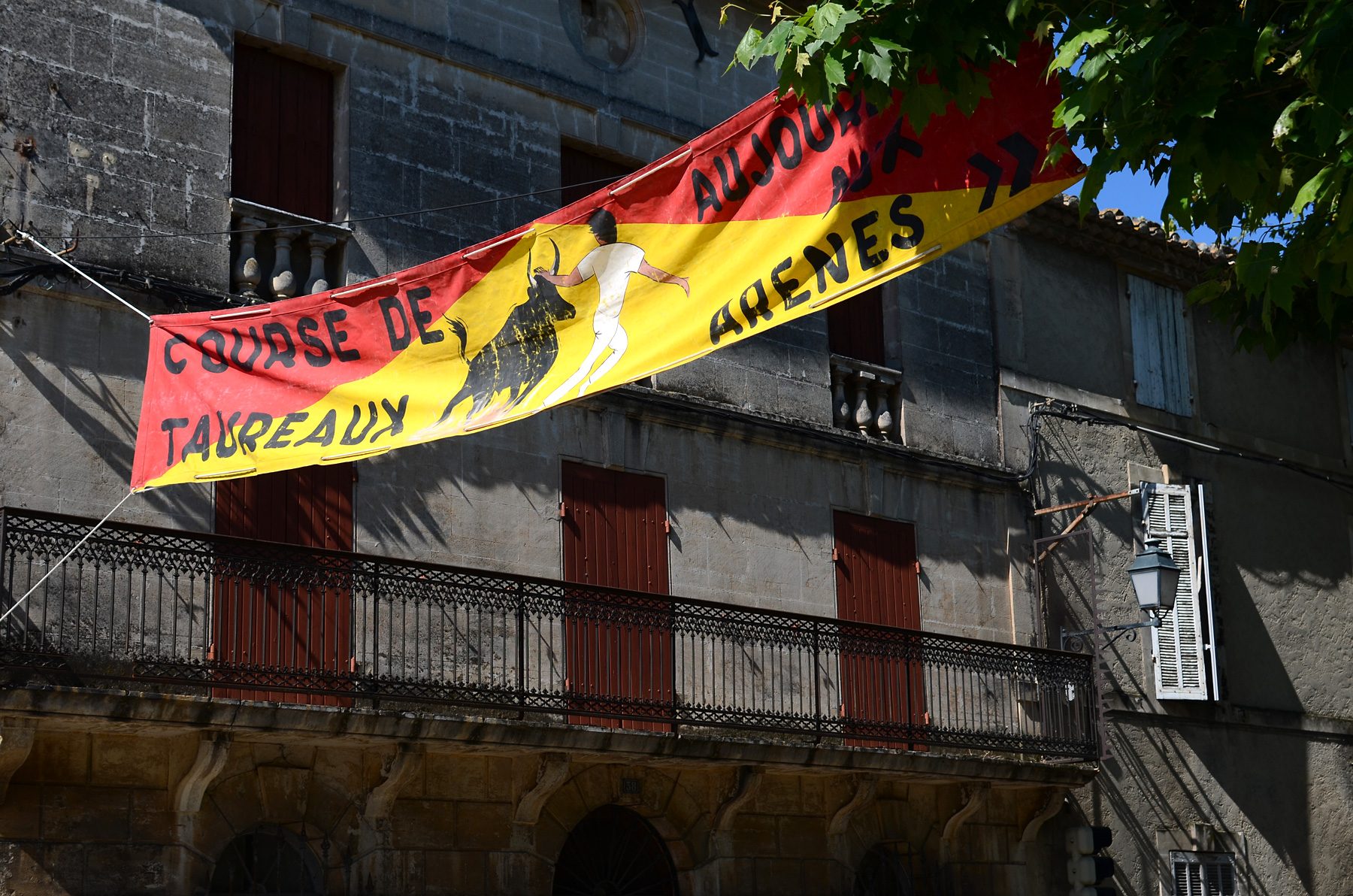
Course de taureaux heute in der Arena (Ankündigungsplakat über einer Straße)

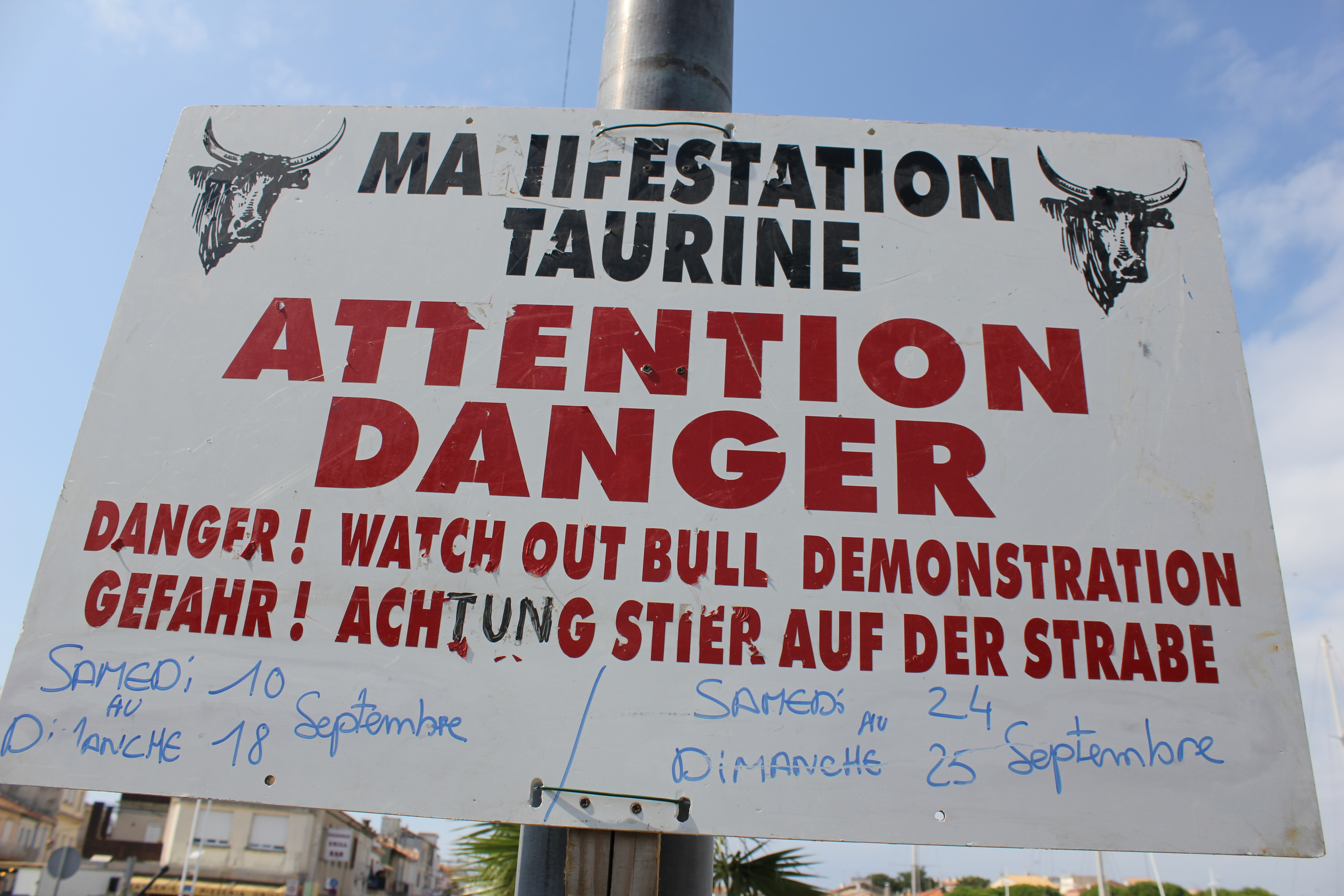
Le Grau-du-Roi, Dép. Gard, temporäres Straßenschild mit der dreisprachigen Aufschrift: „Manifestation taurine / Attention / Danger; Danger! Watch out bull demonstration; Gefahr! Achtung Stier auf der Straße“

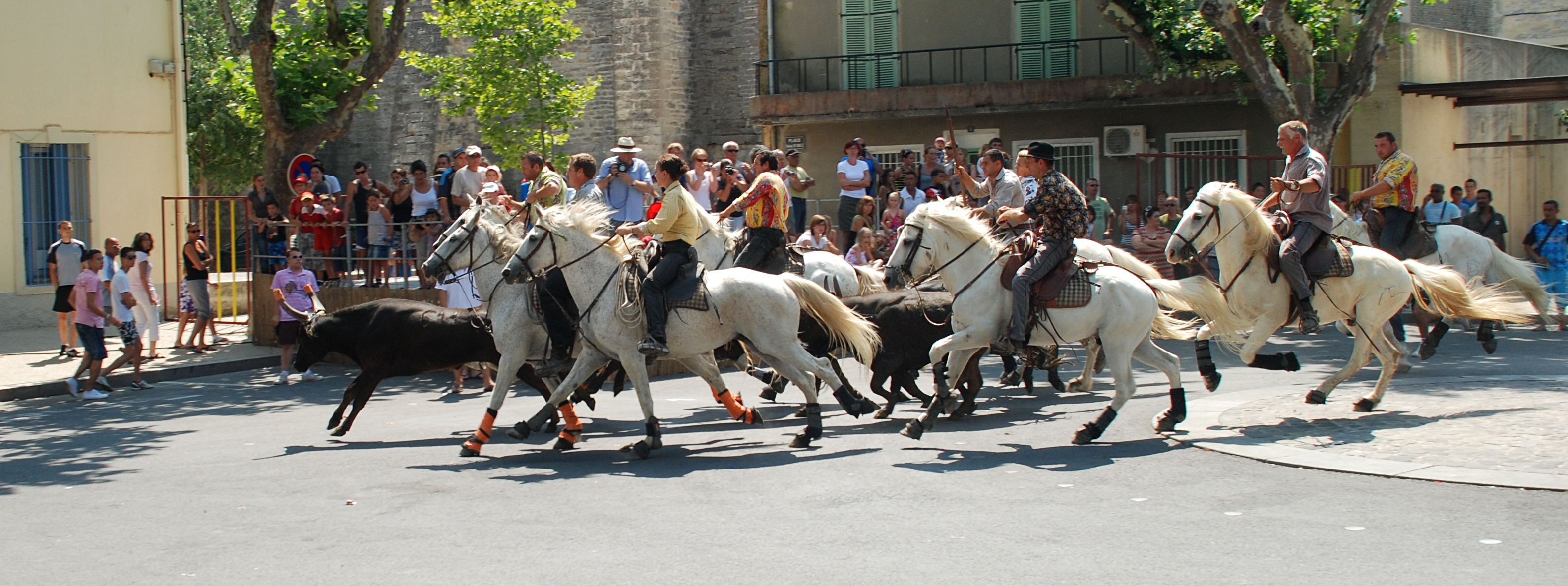
abrivado in Calvisson

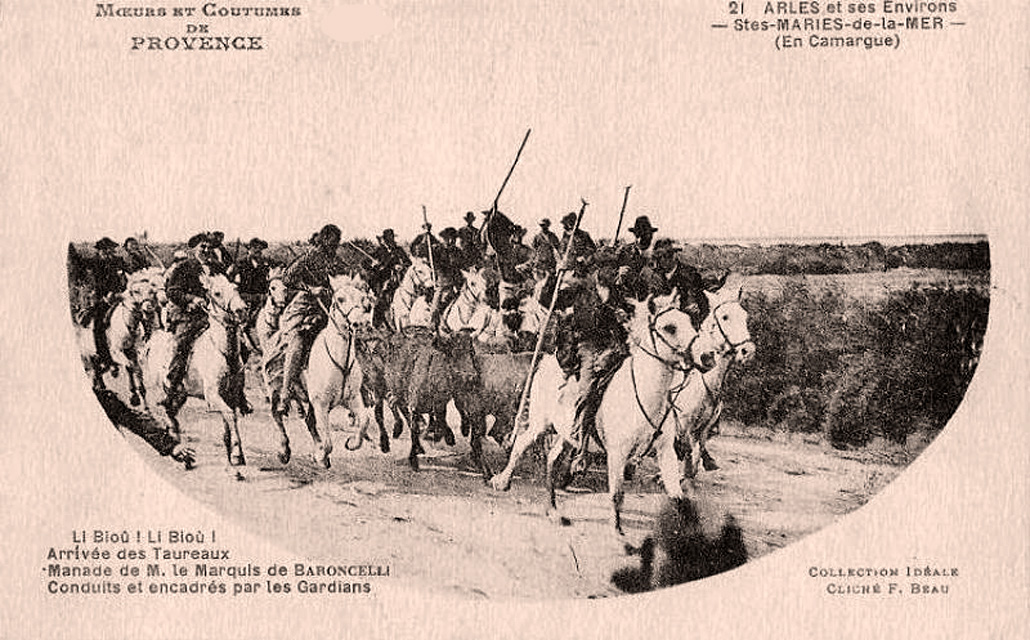
Manade von Marquis Folco de Baroncelli-Javon bei einer abrivado (um 1900–1910)

Es ist ein traditionelles Fest bzw. ein traditioneller Sport, der in Südfrankreich in einem Gebiet ausgetragen wird, das sich vom Languedoc bis in die Provence erstreckt, von Hérault bis Vaucluse. Er wird in den vier französischen Départements Gard (30), Hérault (34), Bouches-du-Rhône (13) und Vaucluse (84) ausgetragen. Die Courses finden während der temporade, d. h. der Jahreszeit der traditionellen Stierkämpfe (année de traditions taurines) von März bis September statt.
Diese Form des Stierkampfes unterscheidet sich von der traditionell aus Spanien bekannten Form, dem spanischen Stierkampf (span. Corrida de Toros), mit der Rinderrasse namens Spanisches Kampfrind (span. toro de lidia), die ebenfalls in Südfrankreich veranstaltet wird. Für die hier behandelte provenzalische Form wird eine kleinere, halbwilde Rinderrasse namens Camargue verwendet. Außerdem werden die Tiere nicht getötet, sondern nach dem Kampf auf die Weide zurückgeführt. Die Tiere kommen über Jahre zum Einsatz und werden teilweise hoch prämiert.

## Geschichte
Die Anfänge dieser alltäglichen Tradition reichen weit zurück. Ein altes Zeugnis liegt vor über einen Course im Jahr 1402 in Arles, der zu Ehren des Grafen Ludwigs II. der Provence gefeiert wurde, dabei fand ein Kampf zwischen einem Löwen und einem Ochsen statt. Bei diesem Stierkampfspiel fanden aber im Laufe der Zeit ständig Veränderungen statt. Trotz eines Erlasses im Jahr 1662 wegen einer erheblichen Zahl von Toten und Verletzten, wurden die blutigen Spiele im Geheimen bis ins 19. Jahrhundert fortgeführt. Gegen Ende des 19. Jahrhunderts begann man damit, verschiedene attributs an den Hörnern der Stiere anzubringen (Blumen, Tücher u. a.), um von jungen Amateuren heruntergeholt zu werden. Seit Jahr 1890 richten die Rinderzüchter ihr besonderes Augenmerk auf die Rinderrasse Camargue. Dann fanden die Wettkämpfe in improvisierten Arenen statt. Man begann damit, cocardes an den Hörnern zu befestigen und zahlte Prämien an denjenigen, der die Trophäen (attributs) davonträgt. Dies war die Geburt des course libre (Freien Wettkampfs). Dann wurden die attributs und der crochet („Haken“) reglementiert.
1975 wurde die Fédération française de la course camarguaise gegründet unter dem Gesetz vom 1. Juli 1901. Am 10. Oktober 1975 wurde die Fédération française de la course camarguaise (FFCC) vom Ministerium zugelassen. Die Course camarguaise wurde vom Secrétariat d’État à la jeunesse et aux sports als Sport anerkannt. Seit 1975 heißt die Course nun Course Camarguaise. Sie wurde offiziell als Sport anerkannt. Bis 1966 wurde sie Course libre genannt, danach Course à la cocarde. Der derzeitige Präsident der Fédération française de la course camarguaise ist Hadrien Poujol.

## Course ('Rennen')

### Vorprogramm
Der Course voraus geht der abrivado, dies ist die 'Ankunft’ der Stiere in der Stierkampfarena. Dabei werden sie von den Weiden in der Herde von gardians (Hütern) auf manade-Pferden begleitet. Die Straßen werden dafür freigehalten mit Schildern, zum Beispiel mit der Aufschrift: Vous êtes sur le Parcours des Abrivados et Bandidos. Ihre Rückkehr auf die Weiden nach der Course unter den gleichen Bedingungen wird die bandido genannt. Das Ziel der gardians (Hüter) ist dabei, die Pferde und die Stiere zusammen zu halten, das Ziel der Menschen auf der Straße (attrapaïres) ist es, die Stiere abzulenken und ihre Marschordnung aufzulösen. Bei den großen Veranstaltungen in den großen Arenen gibt es ein großes Vorprogramm, mit Aufmärschen, Tänzen von in historischen Kostümen gekleideten Personen usw.

## Arena (piste)
In der Größe sind die Arenen sehr unterschiedlich. Es gibt sie in großen und kleinen Orten. Die Arena ist von einer stabilen Umzäunung umgeben, die etwa brusthoch ist, hinter die sich die Kämpfer durch einen kräftigen Sprung flüchten können, wenn sie – wie dies in der Regel der Fall ist – vom Stier bei ihren Aktionen attackiert werden. Dahinter befindet sich ein Umlauf (contrepiste). Viele Kämpfer, die aus Erfahrung wissen, dass der Stier manchmal in diesen Umlauf hinterherspringt, flüchten sich aus diesem Umlauf sofort weiter hoch in die Seitenwand, wenn sie dies bereits vermuten.
Der Präsident der jeweiligen Veranstaltung sitzt in der Arena beim toril, der Unterbringung für die Stiere während der Veranstaltung in der Arena, wenn sie nicht zum Kampf in der Arena sind. Er eröffnet die Veranstaltung mit dem Satz: „Messieurs les raseteurs, en place pour la capelado!“

## Verlauf
Eine Trompete (trompette) verkündet den Anfang und das Ende des jeweiligen Durchgangs (passage du taureau) für den einzelnen Stier. Eine course umfasst in der Regel sechs Stiere, mit jeder 15 min in der Arena.
Der Stier wird in die Arena gelassen, dann gibt man ihm etwas Zeit, sich zu orientieren und zurechtzufinden. Nach ca. einer Minute beginnt das Spiel. Dabei ist eine Anzahl von Männern anwesend, die unterschiedliche Aufgaben haben. Sie sind einheitlich schlicht weiß gekleidet. Die Kleidung ist so beschaffen, dass sich der Stier mit seinen Hörnern nicht einhaken kann, sie hat zum Beispiel keine Taschen oder Gürtel. Die eigentlichen Stierkämpfer unterscheiden sich dabei im Äußeren nicht von den Personen, die andere Funktionen ausüben, lediglich an der Farbe der Namensaufschrift (rot und schwarz).
Während des Ganzen gibt ein Stadionsprecher durch, wenn das Preisgeld für eine Trophäe erhöht wird. In den Veranstaltungen kämpfen in der Regel sechs Stiere jeweils zu fünfzehn Minuten.
Wenn es dem Stier gelingt, seine Trophäen zu verteidigen, verlässt dieser nach fünfzehn Minuten als Sieger die Arena und der nächste Stier kommt an der Reihe.

### Raset
Beim raset streift der Kämpfer mit dem crochet ('Haken') die Stirn oder die Basis der Hörner des Stieres, um von ihm die Trophäen (attributs) zu ergattern.
Ein erfolgreicher raset hängt für den über den Platz laufenden raseteur im Wesentlichen von einer guten Berechnung der Wegbahn bzw. -länge ab. In dem Moment, in dem der Stier vom tourneur abgelenkt ist, läuft der raseteur auf eine möglichst erfolgversprechende Weise durch die Arena. Der Stier verfolgt diesen in der Regel, sobald er loszulaufen beginnt. Der raseteur läuft dabei auf eine vorherberechnete Kontaktzone los, einen Bereich, wohin sich der Stier nach seiner Einschätzung auch bewegen wird, und wo der raset nach seinen Erfahrungen am besten gelingt. Wenn der Raseteur bei seinem Lauf über den Platz einen zu kurzen Bogen macht, holt ihn der Stier ein, auch wenn sein Weg zu lang ist. Wenn der Stier nicht wie erwartet hinterherläuft, weicht der Raseteur dem Stier mit einem Abbruch des raset-Versuches aus.

### Attributs(Trophäen)
Die glands, die cocarde, die ficelles und der frontal sind verschieden bepunktet und haben bei dem Spiel jeweils einen Geldwert, der vom Präsidenten und der Jury bestimmt wird. Die wertvollsten werden im Laufe des Kampfes vom Präsidenten hinzugefügt, unter Angabe der Sponsoren (Firmen, Stier-Clubs oder Liebhaber), von denen sie stammen. Die Preise betragen zum Teil mehrere tausend Euro.
Die Trophäen (provenzalisch/okzitanisch los atributs) heißen auf provenzalisch/okzitanisch: la cocarda, l’agland, la faissèla, auf Französisch: la cocarde, le gland und les ficelles. Außerdem gibt es noch den frontal.
Diese Trophäen (attributs) sind Gegenstände, die an den Hörnern und auf der Stirn des kastrierten Bullen (jingoistic oder biòu) befestigt werden, die die Raseteure (mit schwarzem Namensschild) dem Tier abnehmen müssen. Dies geschieht mit Hilfe einer speziellen handähnlichen Eisenkralle (crochet – wörtlich: „Haken“), die sie mit sich führen, um für den Gewinn entsprechende Punkte und Boni zu erhalten. Die Trophäen sind jeweils mit einer bestimmten Punktzahl versehen.
Die cocarda (wörtlich: Kokarde) ist anders als ihr Name vermuten lässt, ein kleines rotes Tuch, ca. fünf bis sechs Zentimeter lang und einen Zentimeter breit. Es ist genau in der Mitte der Stirn des Stieres befestigt. Zwei kleine weiße Pompons / Quasten (provenzal. agland / frz. gland) befinden sich an Fäden an der Basis der Hörner, dazu die ficelles, d. h. an der Basis der Hörner befestigte Fäden.
Die anderen attributs befinden sich an der Basis der Hörner.
Die Trophäen müssen vom raseteur in einer festgelegten Reihenfolge heruntergeholt werden.

## Beteiligte und Zubehör
Bei der Course stehen sich bei großen Veranstaltungen wie beispielsweise in der großen Arena von Arles etwa ein Dutzend Raseteure, einige Tourneure und der Stier gegenüber. Während die Tourneure den Stier ablenken, versuchen die Raseteure, diesem die kleinen Trophäen von der Stirn bzw. den Hörnern zu reißen.

### Kleidung
Die Akteure tragen alle weiße Kleidung. Sie haben Turnschuhe an, eine weiße Hose und ein weißes Shirt. Die Raseteure und Tourneure unterscheiden sich in der Kleidung nur durch die Farbe der Aufschrift ihres Namens auf dem Shirt. Die Raseteure haben den  crochet (wörtlich: „Haken“) in der Hand, eine kleine metallene Kralle, womit die Trophäen von den Hörnern heruntergeholt werden. Sie tragen Schienbeinschoner, ihre Finger sind mit weißem Stoff umwickelt.

### Die Raseteure
Der Raseteur führt einen raset (etwa: Streifzug) durch, wobei er den Stier an der Stirn bzw. der Basis seiner Hörner „streift“, um von ihm die Trophäen (attributs) zu ergattern. Sein Komplize, der tourneur, lenkt den Stier dabei ab, um den Raseteur für seine Aufgabe in eine günstige Position zu bringen. Der bioù jagt in der Regel dem raseteur hinterher und manchmal rammt er die Barrikade der Arena dabei, hinter die sich der Raseteur vor ihn geflüchtet hat. Dies wird als coup de barrière bezeichnet. Bisweilen überspringt der Stier diese auch und befindet sich dann in dem Umlauf dahinter, der als contrepiste bezeichnet wird. Es werden unterschiedliche Punktzahlen für die verschiedenen Trophäen vergeben. Die Raseteurs werden das Jahr über an den Schulen für Raseteurs (écoles de raseteurs) ausgebildet. Es gibt sechzehn dieser Schulen, die Ausbildung dauert 3 bis 5 Jahre.
Die Raseteure sind bei einem Kampf eingeteilt in zwei Gruppen, die als droitiers und gauchers bezeichnet werden und sich in Gruppen an verschiedenen Seiten rechts und links in der Arena aufhalten.

### Die Tourneure
Die Tourneure (tourneur) helfen dabei dem raseteur (bzw. den Raseteuren) bei seinem Ziel, die Trophäen (attributs) vom Stier zu erlangen und lenken dessen Aufmerksamkeit ab beziehungsweise versuchen, ihn in der Arena in eine Position zu bringen, bei der ein raseteur von links oder rechts sich ihm vorteilhaft annähern kann. Der Name steht jeweils rot auf dem Rücken seines Trikots. Ein Tourneur trägt außerdem keinen crochet ('Haken') mit sich.

### Crochet(„Haken“)

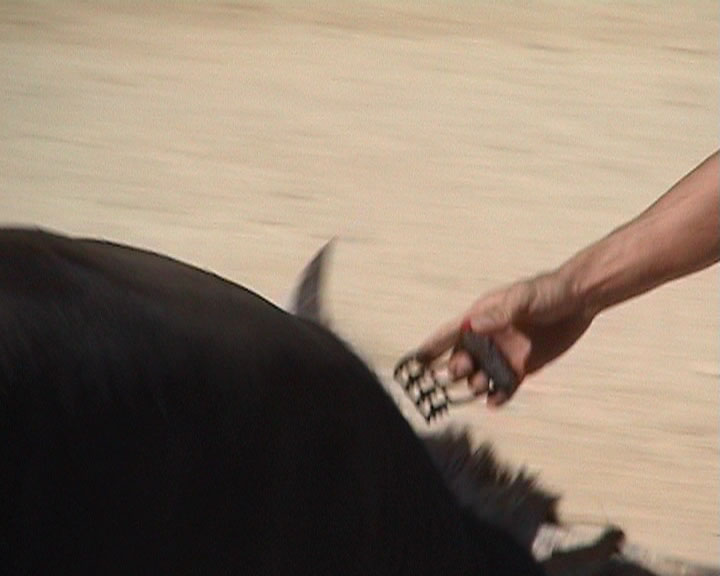
Crochet („Haken“)

Der Crochet (wörtlich: „Haken“), eine spezielle handähnliche Metallkralle, um die als attributs bezeichneten Trophäen zu ergattern, ist reglementiert. 

### Cocardier
Cocardier oder biòu sind auf provenzalisch die Bezeichnungen für die als Camargue bezeichnete Hausrindrasse der Camargue, die speziell für den Course camarguaise verwendet wird. Das die cocarde tragende Tier wird taureau cocardier genannt. Die für den Kampf verwendeten Ochsen (bœuf / biòu) werden im Alter von einem Jahr kastriert. Der provenzalische cocardier ist etwas kleiner als die spanische für Stierkämpfe verwendete Rinderrasse, dafür drahtiger und schneller als sein spanischer Verwandter, und seine Hörner sind lyraförmig gebogen oder hoch aufgerichtet (auf Französisch heißen die drei Formen: Lyre – Gobelet – (am üblichsten) – Larguet). Der beste cocardier der Saison empfängt jedes Jahr einen Preis, den von einer Jury bestimmten Biòu d’or („Goldener Stier“).

## Nach dem Kampf
Nach dem Kampf kommen die Stiere zunächst zurück in den toril und werden am Ende der Veranstaltung in der Arena geschlossen auf die Weiden zurückgetrieben.

## Camargue-Stier
Der Camargue-Stier wird von Meike Droste (Arles: Gallula Roma) folgendermaßen beschrieben:

„Die camarguesischen Stiere zählen zu den ältesten Tierarten Europas und gehen auf eine uralte Rasse zurück […]. Sie waren schon bei den römischen Gladiatorenkämpfen sehr beliebt. Die Körperformen der camarguesischen Stiere erinnern in auffälliger Weise an Rinder Kleinasiens, Ägyptens, des alten ägäischen Reiches, Kretas, Griechenlands und Nordafrikas. Es ist ein mittelmeerisches Tier und kein Abkömmling des Auerochsen oder des Bos primigenius (beide sind größer und massiger und gleichen eher dem spanischen Typ). Besondere Kennzeichen des Tieres sind die in griechischer Lyraform (Harfe) gebogenen Hörner. Ihre Glieder sind anders als beim Zugochsen und nicht für die Feldarbeit geschaffen.“

## Berühmte Stiere

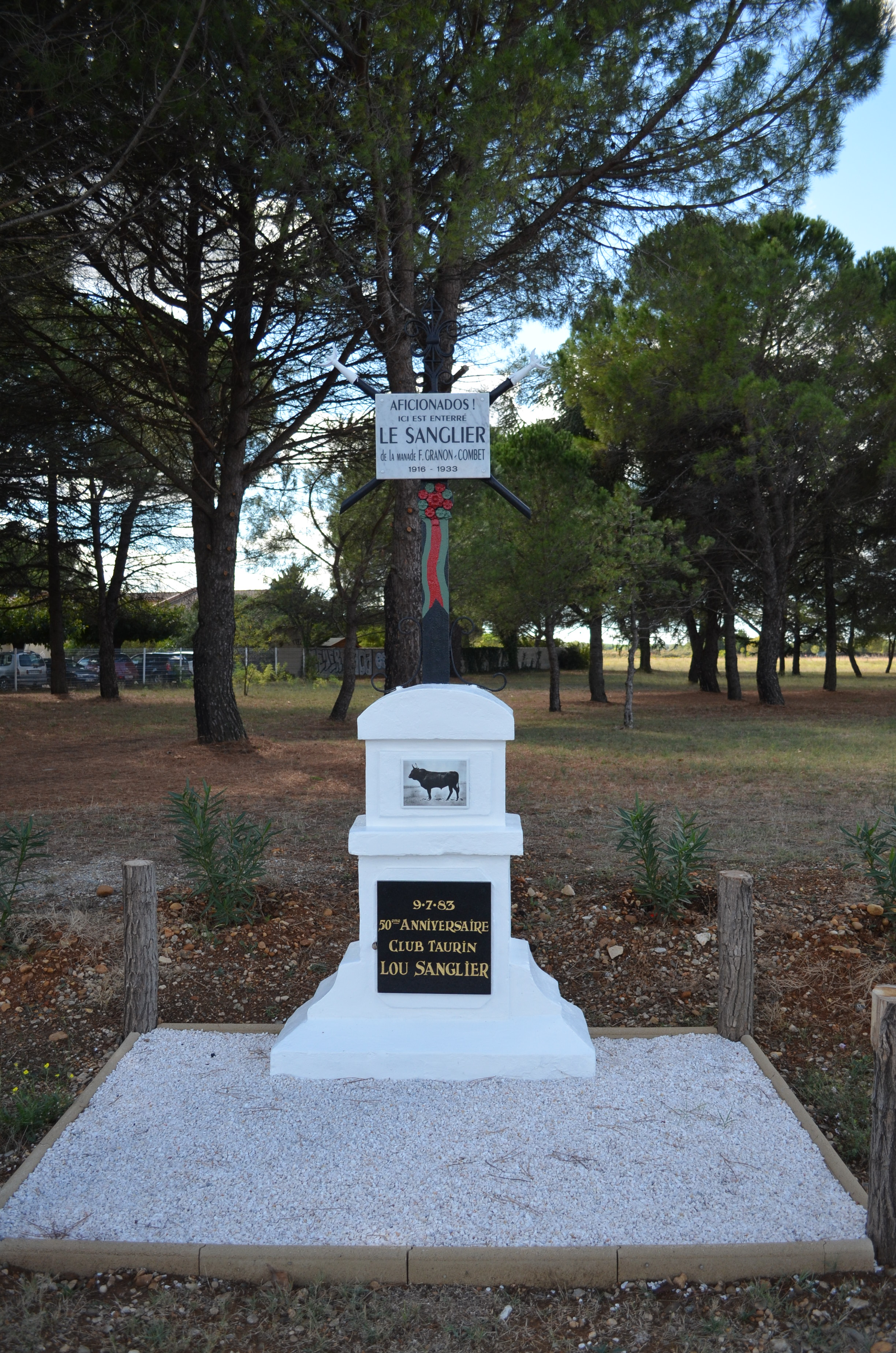
Grab des Camargue-Stiers Sanglier von der manade Fernand Granon mit der Aufschrift: Aficionados! Ici est enterré Le Sanglier de la manade F. Granon-Combet 1916–1933 („Aficionados! Hier ist Sanglier begraben von der manade F. Granon-Combet 1916–1933)“

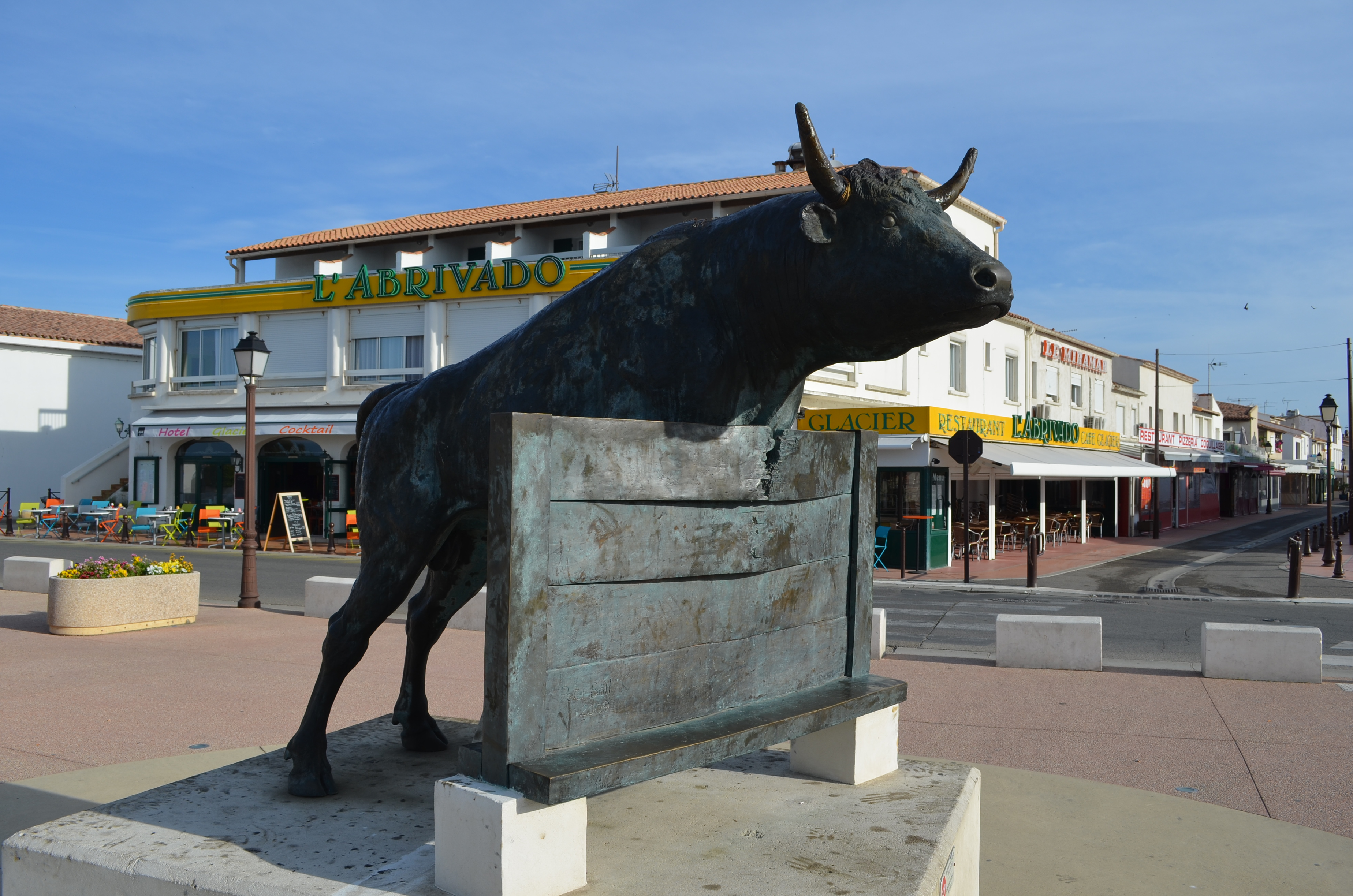
Statue von Vovo in Saintes-Maries-de-la-Mer, die Barriere durchbrechend

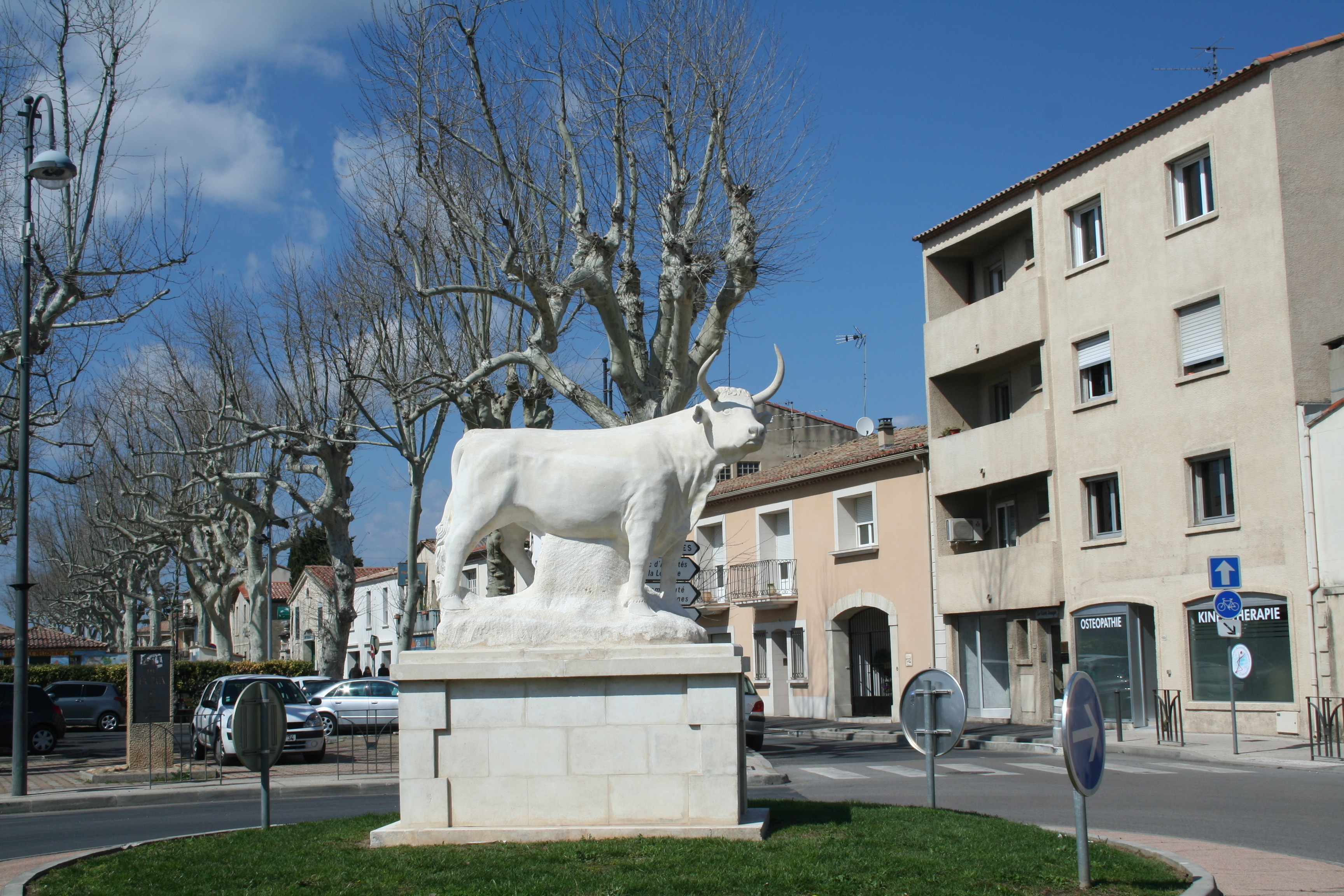
Mauguio (Hérault) – Statue zu Ehren des cocardiers Muscadet, Biòu d’or, aus der Manade Rouquette, 1998

In einigen Ortschaften gibt es Denkmäler berühmter Stiere, wie beispielsweise für den Stier namens Goya. Andere haben ihre Grabstätte auf dem Mas (Bauernhof), auf dem sie ihr ganzes Leben verbracht haben.
Ein berühmter Stier beispielsweise war der cocardier namens Vovo, von dem sich eine Statue vor der Arena von Saintes-Maries-de-la-Mer befindet. Er stammte aus der manade Aubanel Baroncelli Santenco.
Ein anderer berühmter Stier war der cocardier Muscadet, ein bióu d’or aus der Manade Rouquette im Jahr 1998, zu dessen Ehren in Mauguio (Hérault) eine Statue errichtet wurde.
Es gab und gibt viele weitere berühmte Tiere.

## Wettbewerbe für Raseteure
Es gibt die Trophée des As für die Elite der „Stierstreifer“ und die Trophée de l’Avenir für deren junge Nachfolger. Jedes Jahr ziehen drei Veranstaltungen die Aufmerksamkeit der afeciounados (das provenzalische Äquivalent zum spanischen aficionado) auf sich. Nach dem provenzalischen Dichter Frédéric Mistral (1830–1914) bedeutet das afeciounado: passion, zélé und qui a du goût pour. Der wichtigste Termin mit dem prestigereichsten Wettkampf all dieser Turniere ist am ersten Montag im Juli, wo die Cocarde d’Or (Goldene Kokarde) als Abschluss der Feste in Arles (gegründet 1931) stattfindet. Andere sind die Palme d’or von Beaucaire und das Finale der Trophée des As, das abwechselnd in Nîmes und Arles stattfindend. Diese drei Courses sind die wichtigsten, aber es gibt zahlreiche weitere prämierte.

## Anfänger

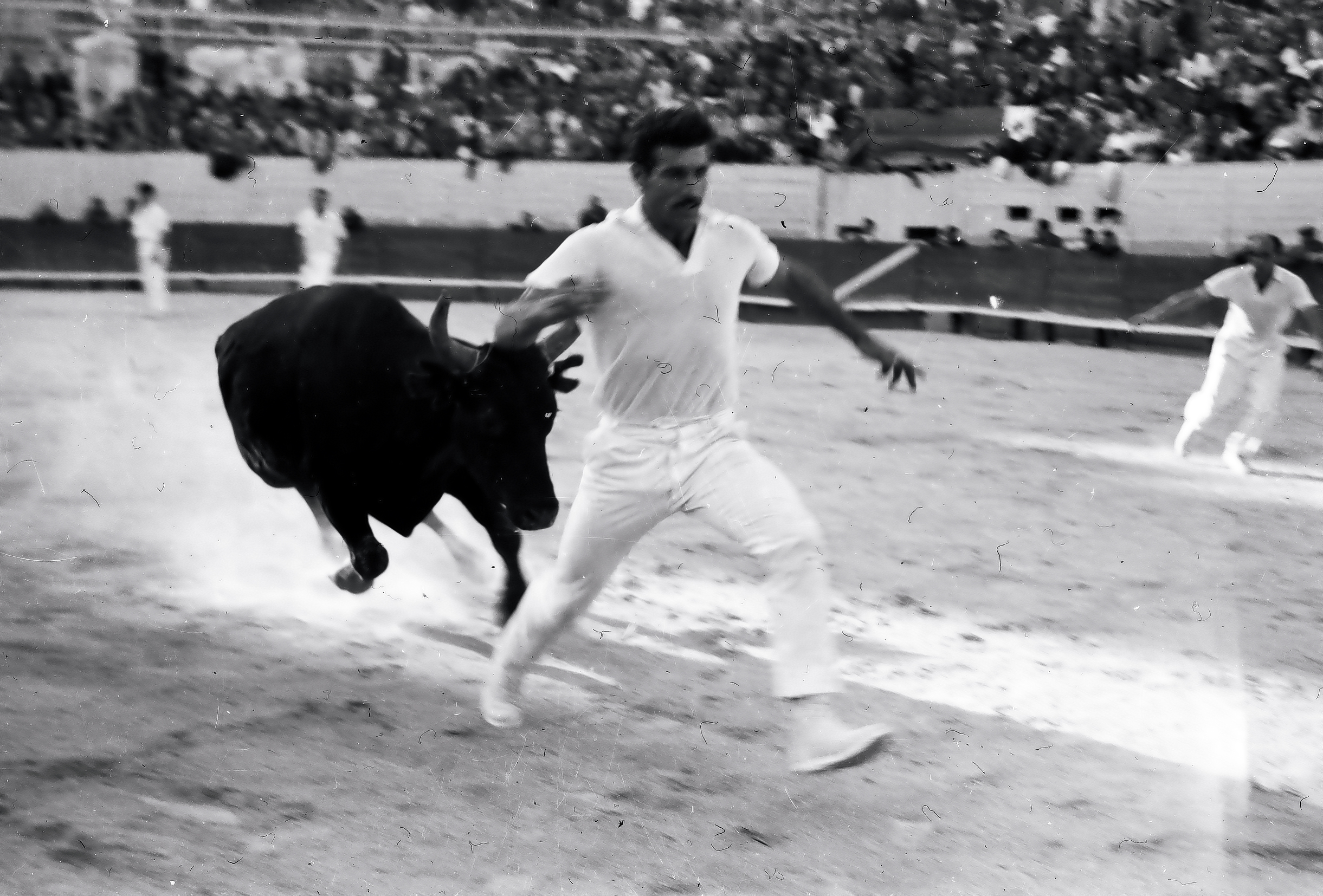
Auf der Flucht vor dem Stier in der Arena von Arles

Wenn Schüler kämpfen, werden die Hörner der Stiere umwickelt, damit sie stumpf sind. Für den jungen Nachwuchs unter den raseteurs gibt es den Preis Trophée de l’Avenir.

## Museum
In der Stadt Nîmes wurde 2002 das Musée des Cultures Taurines, ein Museum der Stierkampf- und Stierkulturen eingeweiht, das sich mit der regionalen Kultur, insbesondere mit dem Stierkampf befasst.

## Arenen

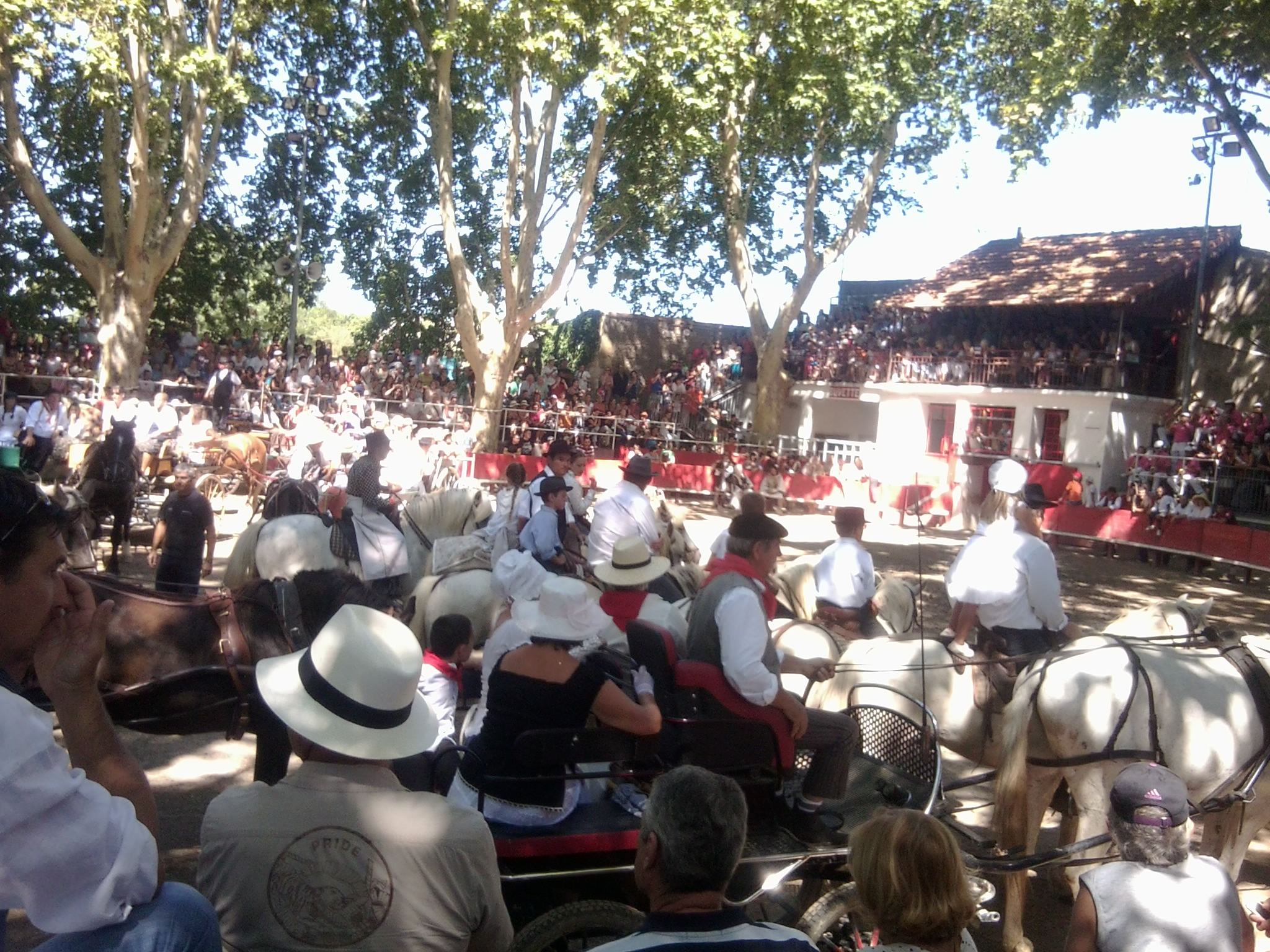
Szene aus der Arena im Ort Le Cailar (Gard)

Die Arenen sind über das ganze Gebiet verstreut, auch in kleineren Ortschaften. Es gibt über hundert Stück davon. Einige Stierkampfarenen stehen auf der Liste der französischen Denkmalliste (Monuments historiques). Die größte Arena ist das unter anderem auch zu diesem Zweck genutzte Amphitheater von Arles, wo auch die spanische Form des Stierkampfes stattfindet.

## Musik
Eine für die Veranstaltungen in den Arenen herausgegebene Sammlung von Musikstücken enthält die folgenden Werke:

« Avant la course; Prélude à l’acte I Carmen / Orchestre national Bordeaux Aquitaine; Le Sanglier / Les négresses vertes; Lou Bandot / Goran Brégovic, Il faut arroser la piste / Chris Gonzales; Paint it black / Pascal Comelade; Le théâtre aux taureaux / Crhis Gonzales; Le taureau qui entre en piste; Wedding Cocek / Chris Gonzales; La bête / Dupain; Vovo te bacellaïre / Pascal Comelade; Les grenouilles, Infidèle cervelle; La cabane / Stéfane Mellino; Avant le déjeuner aux près; Le déjeuner aux près / Chris Gonzales; Après le déjeuner aux près / Pascal Comelade; Messieurs les rasereurs; Dernière minute de course / Goran Brégovic; Si je m’en vais / Les négresses vertes; Les arènes en fanfare. »

## Film
Der Film D’où viens-tu Johnny? zeigt einen Course begleitet von dem speziell von Eddie Vartan komponierten Paso de l’abrivado.

## Glossar
Das folgende Glossar liefert einige Beispiele für die provenzalische/okzitanische und französische Terminologie zusammen mit einigen kurzen Erläuterungen.
abrivado ('Ankunft'). Bei der abrivado der Stiere in Richtung der Stierkampfarena werden diese typischerweise von den Weiden in der Herde von gardians (Hütern) auf manade-Pferden begleitet. Ihre kollektive Rückführung nach dem Kampf nennt man bandido. Siehe auch encierro (Stierrennen in den Straßen).

« Les abrivados les plus typiques se déroulent aux villages du Cailar et d’Aigues-Mortes où les taureaux partent des prés et, comme jadis, les gens suivent avec des vélos, des attelages, des chevaux mais il y a aussi, hélas! des véhicules à moteur. »

„Das typischsten abrivados finden in den Dörfern von Cailar und Aigues-Mortes statt, wo die Stiere die Weiden auf traditionelle Weise verlassen, die Menschen folgen ihnen auf Fahrrädern, Kutschen, Pferden, aber es gibt leider auch Kraftfahrzeuge.“

afeciouna. Ein von der Leidenschaft zum Stier und dem Stierkampf Besessener. 
Arena (dt.; frz. hier: piste) ist von einer stabilen Barrikade (barricade), einer hölzernen rotfarbigen Umzäunung in etwa in Brusthöhe umgeben, hinter die sich die Akteure vor dem nachsetzenden Stier flüchten können, wenn sie vom Stier bei ihren Aktionen attackiert werden. Dahinter befindet sich ein Umlauf (contrepiste). (Siehe auch den Abschnitt zu den Arenen.)
attrapaïre ist die Bezeichnung für junge Leute, die die Stiere auf der Strecke des abrivado einzufangen versuchen.
attributs (provenzal. Los atributs), die Trophäen, heißen auf provenzalisch: la cocarda, l’agland, la faissèla, auf Französisch la cocarde, le gland und les ficelles. Sie sind auf der Stirn (die cocarda) und an den Stierhörnern angebracht (die glands bzw. ficelles). Die cocarde ist ein kleines Stück rotes Tuch zwischen den Hörnern des Stiers, die glands (kleine wollene Quasten/Pompons/Troddel) werden an der Basis eines jeden Horns angebracht. Der frontal ist ein Faden, der an der Nackenseite von Horn zu Horn gespannt ist. Eine ficelle wird um die Basis eine jeden Hornes gewickelt
bandido. Die Rückführung der Stiere auf die Weiden nach der Veranstaltung unter den gleichen Bedingungen wie bei ihrer Ankunft (abrivado) wird die bandido genannt.
barricade (dt. Barrikade) ist die rote in etwa brusthohe Seitenwand der Arena (piste) aus Brettern. Hinter dieser befindet sich der Umlauf (contrepiste).
barricadier. Als barracadier wird ein Stier bezeichnet, der dem raseteur während dessen Aktion soweit bis zur Barrikade nachfolgt, dass er auf dem Hindernis aufschlägt. Dieser Stiertyp wird vom Publikum besonders geschätzt.
biòu, dt. Ochse, frz. bœuf, in der Camargue und im Stierkampf-Milieu (bouvine) im weiteren Sinne die Bezeichnung für den Stier im Allgemeinen. Für den Kampf verwendete Tiere wurden im Alter von einem Jahr kastriert.
Biòu d’or (Goldener Stier), Name eines renommierten Wettbewerbs.
bouvine (f). Als bouvine wird die Gesamtheit von Traditionen und sportlichen Praktiken der tauromachie camarguaise, d. h. der für die Region der Camargue typischen Form des Stierkampfes, bezeichnet.
Camargue ist der Name der für den Kampf verwendeten Rinderrasse aus der Camargue. Camargue ist auch der Name einer dort heimischen Pferderasse.
capelado (das provenzalische Äquivalent zum paseo der Corrida, der spanischen Form des Stierkampfes) ist die Eröffnung der Course camarguaise mit einem Aufmarsch in zwei Reihen zu Klängen der Ouverture der Oper Carmen von Georges Bizet und der Begrüßung der Raseteure vor dem Präsidenten.
Carmen (Oper von Bizet). Ein Auszug aus der Oper Carmen, das Toreador-Lied, wird während der capelado gespielt oder als Belohnung nach einem Stoß gegen die Einzäunung (coup de barrière) oder beim Auszug eines würdigen Stieres.
cocarde. Die cocarde (dt. in etwa: Kokarde) ist anders als ihr Name vermuten lässt (der eher auf eine runde Form schließen lässt), ein kleines rotes Tuch, ca. fünf bis sechs cm lang und einen cm breit. Es ist genau in der Mitte der Stirn des Stieres befestigt (siehe das Foto zu den attributs).
Cocarde d’or (Goldene Cocarde), der wichtigste und prestigeträchtigste Wettbewerb in Arles
cocardier bzw. biòu ist auf provenzalisch die Bezeichnung für eine Hausrindrasse der Camargue, die speziell für den Course camarguaise verwendet wird, der Camargue-Stier, der in der Arena (piste) seine Qualitäten unter Beweis stellt und seine Bravour zeigt.
contrepiste bezeichnet den Umlauf zwischen der eigentlichen Arena (piste) und dem Publikum.
Corsa camarguenca (provenzalisch; frz. Course camarguaise). Im Deutschen begegnen viele Übersetzungsversuche.
coup de barrière (Stoß gegen die Einzäunung). In dem Moment, wo der raseteur an den Barrikaden ankommt und sie überspringt, setzt ihm der Stier bisweilen so dicht nach, dass er mit seiner Brust gegen die Bretter schlägt. Dies ist der coup de barrière.
crochet („Haken“). Mit dem crochet, einer kleinen, stumpfen metallenen Kralle, versucht der raseteur, dem Stier die Trophäen (attributs) abzunehmen.
encierro. Der Stierlauf, das Stierrennen, bei dem die Stiere über öffentliche Straßen und Plätze getrieben werden. Dabei kann sich das Publikum beteiligen kann. Bei dem encierro ist das Ziel des Laufes in der Regel die Arena, wo die Kämpfe stattfinden. Anders als bei abrivado und bandido sind bei diesem Ereignis keine Reiter beteiligt. Die Dorfbewohner flüchten sich dabei auf aufgetürmte Strohballen oder hinter Absperrungen.
Fédération française de la course camarguaise (FFCC). Die Französische Vereinigung für die Course camarguaise wurde 1975 gegründet und ist der größte Stierkampf-Verband für diesen Sport.
ferrade. Eine ferrade ist die Aktion, bei der Stiere oder Pferde mit einem Brandzeichen versehen werden, insbesondere in der Camargue und in der Petite Camargue.
ficelles. Ficelles sind an der Basis der Hörner befestigte Fäden, die zu den Trophäen (attributs) zählen.
frontal, eine der Trophäen (attributs), ein Faden, der auf der Nackenseite von Horn zu Horn gespannt ist.
gardian. Die gardians (Hüter) auf ihren Camargue-Pferden sind die berittenen Pferde- und Rinderhirten Südfrankreichs. Sie reiten das Camargue-Pferd. Pferde und Rinder leben in der Camargue halbwild in Herden. Die Bruderschaft der Stierhüter des heiligen Georg (Confrérie des Gardians de Saint Georges) wurde 1512 gegründet, sie organisiert jedes Jahr am 1. Mai in Arles das Fest der Gardians.
gland. Zwei kleine weiße Pompons/Quasten/Troddel (provenzal. agland / frz. gland) befinden sich an Fäden an der Basis der Hörner, sie zählen zu den Trophäen (attributs). Siehe auch das Logo des Regionalen Naturparks Camargue, auf dem in weißer Farbe die lyraförmigen Stierhörner und ein gland (Pompon) auf grünem Hintergrund zu sehen sind.
Immaterielles Kulturerbe Frankreichs, frz. Inventaire du patrimoine culturel immatériel en France
jingoistic (oder biòu) ist ein kastriertes männliches Rind der für die Kämpfe verwendeten Camargue-Rinderrasse.
manade. Rinder- oder Pferdeherde oder der Ort, wo sie weidet. 
Musée des Cultures Taurines, ein Museum der Stierkampf- und Stierkulturen in der Stadt Nîmes.
passage du taureau ist der jeweilige Durchgang für einen einzelnen Stier, der jeweils 15 min beträgt.
piste. Bezeichnung für die Arena bzw. Manege, wo die Kämpfe stattfinden.
raset (provenzalisch rasa), siehe raseter.
raseter Einen raset (provenzalisch rasa) machen, sich haarscharf am Stier vorbeibewegen (zum Zweck der Erlangung der attributs).
raseteur (von raser = sich dicht an etwas vorbeibewegen; streifen; antippen. – Vgl. die Wiktionary-Definition: „Passer tout près, effleurer.“.) In weiß gekleidet, die Hauptperson des Ereignisses. Er versucht dem Stier die sich an dessen Stirn und Hörnern befindlichen Trophäen (attributs) abzunehmen. Dafür verwendet er eine eiserne Kralle mit der Bezeichnung crochet (Haken).
Le Sanglier (1916–1933). Ein berühmter Stier.
taureau, pl. taureaux. Stier, Bulle bzw. der für den Kampf verwendete Ochse (d. h. das kastrierte männliche Rind).
taureau cocardier. Das die cocarde tragende Tier wird taureau cocardier genannt. Die cocarde ist eine der Trophäen (attributs).
temporade. Die Jahreszeit der traditionellen Stierkämpfe. Vgl. Das spanische Wort.
toril. Der Ort in der Arena, wo die Stiere vor bzw. nach ihrem Kampf vorübergehend untergebracht werden.
tourneur. Der tourneur ist der Verbündete des Raseteurs. Er ist ebenfalls in weiß gekleidet. Er hilft und arbeitet dem jeweils im Einsatz befindlichen raseteur zu, indem er die Position des Stieres festlegt, um die rasets zu erleichtern.
trompette (Trompete). Die Trompete verkündet den Anfang und das Ende eines jeweiligen Durchgangs (passage du taureau) für den einzelnen Stier.
Trophée de l’Avenir. Ein über die gesamte Saison stattfindendes, auf viele Orte verteiltes Ereignis von Kämpfen, wobei für belegte Plätze Punkte vergeben werden. Der raseteur mit den meisten erzielten Punkten ist der Gewinner. Dieser Wettbewerb ist für junge raseteurs unter 24 Jahren.
Trophée des As. Eine zu den gleichen Bedingungen wie andere Trophäen verliehene Auszeichnung, aber die Teilnehmer stammen aus der von der Commission du Trophée des As als Kategorie 1 klassifizierten Kategorie.
Trophée taurin camarguais. Name eines Stierkampf-Wettbewerbs.
Vovo. Ein berühmter Stier. (Siehe auch den Abschnitt: Berühmte Stiere)